# Únúdzsúr ibn al-Ihsíd
Abu l-Kászim Únúdzsúr ibn al-Ihsíd (arab betűkkel أبو القاسم أونوجور بن الإخشيد [Abū l-Qāsim Ūnūǧūr ibn al-Iḫšīd]; ? – Fusztát, 961 januárja) az Egyiptomot, Palesztinát, Szíria déli részét és a Hidzsázt uraló ihsídida dinasztia második uralkodója volt. Apját, a dinasztiaalapító Muhammad ibn Tugdzs al-Ihsídet követte a fusztáti trónon.

## Útja a trónig
Nem arab eredetű neve számos változatban maradt fenn: az arab krónikák Unúdzsúr, Anúdzsúr, Únúdzsar, Unúdzsur néven is emlegetik. Az apja 939-ben Muhammad ibn Ali al-Mádzaráit, a börtönből szabadult korábbi pénzügyigazgatót nevezte ki a nevelőjévé, majd e feladatot bizalmasa, a fekete eunuch, Abu l-Miszk Káfúr kapta meg. Ihsíd 943 őszén eskette fel serege vezetőit és országa előkelőségeit a fiára, akit ezentúl helyettesévé tett meg, ha a hadakozás elszólította a Nílus völgyéből. Erre először 944 májusa és 945 januárja között került sor: ezen a hadjáraton történt, hogy 944. szeptember 5-én Ihsíd és al-Muttaki kalifa rakkai találkozóján a kalifa elismerte az egyiptomi helytartóság örökletességét, és megerősítette Únúdzsúr örökösi rangját. A hazatérő Ihsídnek áprilisban ismét ki kellett vonulnia, hogy legyőzze a Damaszkuszig nyomuló hamdánida Szajf ad-daulát, a moszuli fejedelem, Nászir ad-daula testvérét. A hadjárat novemberben békekötéssel ért véget, amelyben az egyébként fölényes győzelmet arató, de minél tartósabb békére törekvő egyiptomi hadúr elismerte Szajf ad-daulát a Damaszkusztól északra fekvő területek urának, továbbá kártérítésként rendszeres, nagy összegű adót ígért neki azon túl, hogy egy lányát is hozzáadta volna.

## Uralkodása

### Az első évek harcai
Ihsíd nem tért haza a hadjáratról, mert 946 júliusában megbetegedett és meghalt Damaszkuszban. Holttestét a hű Káfúr gyorsan Jeruzsálembe szállította, majd a trónváltás zökkenőmentes, számára kedvező lebonyolítása érdekében a teljes sereg élén Egyiptomba sietett, és biztosította a befolyása alatt álló, még gyermekkorú Únúdzsúr hatalomra kerülését. A helyzetet kihasználva Szajf ad-daula ismét lerohanta a dinasztia birtokait, Damaszkuszba települt a családjával, majd Palesztinára támadt. Laddzsúnig jutott, de a rövidesen megérkező egyiptomi seregek Únúdzsúr és nagybátyja vezetésével súlyos vereséget mértek rá az ikszáli csatában, Názáret közelében december 26-án. A vesztes hadvezér erre gyorsan és titokban egészen Homszig vonult vissza, ahol újjászervezte és beduinokkal erősítette meg hadseregét, amivel azonban ismét vereséget szenvedett tavasszal Adzrá mellett. Az ihsídida sereg ezúttal az üldözésére indult Káfúr vezetésével, és a két évvel korábban történtek ismétlődtek meg: Szajf ad-daula előbb Aleppóba, majd az eufráteszi Rakka városába menekült, míg a nyomában érkező egyiptomiak június-júliusban bevonultak Aleppóba, amit kifosztottak, de nem üldözték tovább.
Káfúr rövidesen értesült Galbún, az asmúnajni (Alsó-Egyiptom) kormányzó lázadásáról, így csekély helyőrséget hátrahagyva visszatért Egyiptomba. A hamdánida ellenfél erre visszatért, novemberre visszaszerezte a várost, majd ismét békét kötött – ezúttal kedvezőtlenebb feltételekkel, ugyanis a területi status quo visszaállítása mellett már sem dinasztikus házasságra, sem évi adóra nem számíthatott (pedig ez utóbbinak mindenképpen nagy hasznát tudta volna venni a későbbiekben).

### Káfúr árnyékában
Únúdzsúr uralkodása alatt a Galbúnt 948-ra leverő Káfúr irányította a birodalmat. Nem bízva a fejedelemben és csapataiban (nevük: al-ihsídijja, „az ihsíditák”), önálló hadseregtoborzásba kezdett (káfúrijja, a „káfúriak”), és sikerült Únúdzsúr haláláig komolyabb feszültségek nélkül kormányoznia. Kormányzása alatt három alkalommal is éhínség sújtotta az országot, 949-ben, 952-ben és 955-ben. Utóbbi évben földrengés és tűzvész is pusztította a tartományi fővárost, Fusztátot. A helyzetet núbiai támadások fokozták: 950-től a déli oázisok, 956-ban pedig Asszuán és környéke került a dúló-fosztogató déliek kezére. Ellenük válaszul irtóhadjárat indult a Nílus mentén, ami kb. kétszáz kilométerre délre jutott, de csak néhány évre tudta megfékezni a núbiaiakat. A 950-es években több beduin rablóportyáról is tudunk a nyugati oázisokban. Elképzelhető, hogy a már régóta Egyiptom megszerzésére törő, Egyiptomban – egyébként a kormányzat előtt is ismert módon – propagandát folytató Fátimidák álltak a csapások hátterében.
Únúdzsúr 961 elején halt meg. Gyermektelen lévén, a trónon a fivére, Ali követte, aki szintén Káfúr bábja volt.